# 4457-es mellékút (Magyarország)
A 4457-es számú mellékút egy rövid, alig több mint 1 kilométer hosszú, négy számjegyű országos közút Békés vármegye székhelyén, Békéscsaba központjában. Mindig is a belváros egyik fő közlekedési útvonala lehetett, jelenlegi állapotában két, a városon többé-kevésbé kelet-nyugati irányban áthaladó főútvonali szakaszt köt össze észak-déli irányban.

## Nyomvonala
Békéscsaba belvárosának északnyugati részén ágazik ki a 446-os főútból, annak 2,850-es kilométerszelvénye táján. [Ez a 446-os út évtizedekkel korábban még a 44-es és 47-es főutak belvároson átvezető közös szakaszának számított, az előbbiek északi elkerülőjének átadása után nyerte el ezt a számot.] Jelzőlámpás kereszteződésből indul, majdnem pontosan dél felé, Jókai utca néven, és így is folytatódik, többek között a város trianoni emlékhelye, továbbá más fontos kereskedelmi és kulturális létesítményei mellett elhaladva. Ugyancsak jelzőlámpás kereszteződéssel ér véget, beletorkollva a 444-es főútba, annak majdnem pontosan a 2. kilométerénél.
Teljes hossza, az országos közutak térképes nyilvántartását szolgáló kira.gov.hu adatbázisa szerint 1,212 kilométer.

## Települések az út mentén
- Békéscsaba